# سيرجيو روخيليو كاستيلو
سيرجيو روخيليو كاستيلو (بالإسبانية: Sergio Rogelio Castillo) (26 سبتمبر 1970 في الأرجنتين - ) هو مدرب كرة قدم ولاعب كرة قدم بوليفيا وأرجنتيني في مركز الوسط. شارك مع منتخب بوليفيا لكرة القدم. أما مع النوادي، فقد لعب مع ذي سترونغيست ونادي خورخي ويلسترمان وتاليريس كوردوبا وأورينتي بيتروليرو ونادي غوبيارا.

## وصلات خارجية
- سيرجيو روخيليو كاستيلو على موقع الاتحاد الدولي (مؤرشف)  (الإنجليزية)
- سيرجيو روخيليو كاستيلو على موقع قاعدة بيانات كرة القدم.إي يو (الإنجليزية)
- سيرجيو روخيليو كاستيلو على موقع ناشيونال فوتبول تيمز (الإنجليزية)
- سيرجيو روخيليو كاستيلو على موقع عالم كرة القدم.نت (الإنجليزية)